# Discografia de D'ZRT
A discografia de D'ZRT, um grupo português da pop, compreende três álbuns de estúdio, dois álbuns ao vivo, dois álbuns de vídeo e doze singles. Originados na segunda temporada de Morangos com Açúcar, em 2004, assinaram com a Farol Música para o lançamento musical fora do ecrã. Com o primeiro disco, D'ZRT (2005), recebem treze galardões de platina e lideram por 25 semanas a lista de discos mais vendidos em Portugal pela AFP. O sucesso impulsionado pelo single "Para Mim Tanto Me Faz", que liderou as rádios portuguesas por 13 semanas e que foi a canção mais executada do ano. No fim de 2005, lançam Ao Vivo no Coliseu e recebem mais seis galardões de platina. Com Original (2006), logram mais um disco número um em Portugal e mais três discos de platina.
Em finais de 2007, anunciaram o fim do grupo, que se acaba por revelar, na verdade, um hiato, que viria durar um ano e meio. Como prenda para os fãs, lançaram A Despedida (2008), o último concerto do grupo, gravado no Pavilhão Atlântico. Angélico, Cifrão, Edmundo e Vintém juntaram-se de novo para lançar Project (2009). O álbum debutou diretamente no topo da lista dos álbuns mais vendidos de Portugal. Os cinco discos lançados pelo grupo ultrapassaram a marca de 500 mil cópias vendidas em Portugal.

## Álbuns

### Álbuns de estúdio
| Título   | Informações                                                                             | Posição | Vendas      | Certificações   |
| Título   | Informações                                                                             | AFP     | Vendas      | Certificações   |
| -------- | --------------------------------------------------------------------------------------- | ------- | ----------- | --------------- |
| D'ZRT    | - Lançamento: 9 de maio de 2005 - Gravadora: Farol - Formato: CD, digital download      | 1       | - : 260.000 | - : 13× Platina |
| Original | - Lançamento: junho de 2006 - Gravadora: Farol - Formato: CD, digital download          | 1       | - : 60.000  | - : 3× Platina  |
| Project  | - Lançamento: 29 de novembro de 2009 - Gravadora: Farol - Formato: CD, digital download | 1       | - : 80.000  | - : 4× Platina  |

### Álbuns ao vivo
| Título             | Informações                                                                            | Posição | Vendas     | Certificações  |
| Título             | Informações                                                                            | AFP     | Vendas     | Certificações  |
| ------------------ | -------------------------------------------------------------------------------------- | ------- | ---------- | -------------- |
| Ao Vivo no Coliseu | - Lançamento: 5 de dezembro de 2005 - Gravadora: Farol - Formato: CD, digital download | 1       | - : 80.000 | - : 4× Platina |
| A Despedida        | - Lançamento: 28 de março de 2008 - Gravadora: Farol - Formato: CD, digital download   | 1       | - : 40.000 | - : 2× Platina |

## Singles
| Título                          | Ano  | Posições                             | Posições                                      | Posições               | Álbum              |
| Título                          | Ano  | PT (tabela desconhecida)             | PT Top Português de Singles (2016 - presente) | EU [carece de fontes?] | Álbum              |
| ------------------------------- | ---- | ------------------------------------ | --------------------------------------------- | ---------------------- | ------------------ |
| "Para Mim Tanto Me Faz"         | 2005 | 1 (13 semanas) [carece de fontes?]   |                                               | 26 [carece de fontes?] | D'ZRT              |
| "Todo o Tempo"                  | 2005 | 1 (7 semanas) [carece de fontes?]    |                                               | —                      | D'ZRT              |
| "Hás de Sempre Estar"           | 2005 | 1 (uma semana) [carece de fontes?]   |                                               | —                      | D'ZRT              |
| "Caminho a Seguir"              | 2005 | 1 (duas semanas) [carece de fontes?] |                                               | —                      | D'ZRT              |
| "Percorre Meu Sonho"            | 2005 | 1 (uma semana)[carece de fontes?]    |                                               | —                      | D'ZRT              |
| "Querer Voltar"                 | 2006 | 1 (uma semana)[carece de fontes?]    | 39 (2023)                                     | —                      | Ao Vivo no Coliseu |
| "I Don't Want to Talk About It" | 2006 | 1 (5 semanas) [carece de fontes?]    |                                               | —                      | Ao Vivo no Coliseu |
| "Verão Azul"                    | 2006 | 1 (3) [carece de fontes?]            | 106 (2023)                                    | —                      | Original           |
| "A Tua Vez Já Passou"           | 2007 | 4 [carece de fontes?]                |                                               | —                      | Original           |
| "Tudo Num Segundo"              | 2007 | 9 [carece de fontes?]                |                                               | —                      | Original           |
| "Voltar"                        | 2008 | 1 (duas semanas) [carece de fontes?] |                                               | —                      | A Despedida        |
| "Feeling"                       | 2009 | 1 (6 semanas) [carece de fontes?]    |                                               | —                      | Project            |
| "Mexe"                          | 2010 | 1 (uma semana) [carece de fontes?]   |                                               | —                      | Project            |